# رود چورو
رود چورو (انگلیسی: Churo) یک رودخانه در جمهوری بوریاتیای کشور روسیه است.